# 奥尔沃-贝勒索沃
奥尔沃-贝勒索沃（法語：Orveau-Bellesauve，法語發音：[ɔʁvo bɛlzov]）是法国卢瓦雷省的一个旧市镇，位于该省东北部，属于皮蒂维耶区。奥尔沃-贝勒索沃已于2016年1月1日起和另外6个市镇合并为新市镇勒马勒塞布瓦（Le Malesherbois）。

## 地理
奥尔沃-贝勒索沃（48°16'55"N, 2°19'44"E）面积15.8 平方千米，位于法国中央-卢瓦尔河谷大区卢瓦雷省，该省份为法国中北部省份，北起埃松省，西北接厄尔-卢瓦省，西南接卢瓦-谢尔省，南至涅夫勒省和谢尔省，东临约讷省，东北接塞纳-马恩省。
与奥尔沃-贝勒索沃接壤的市镇（或旧市镇、城区）包括：塞萨维尔-多桑维尔、库德赖、曼维利耶、勒马勒塞布瓦、芒什库尔、楠日维尔、布瓦涅维尔。

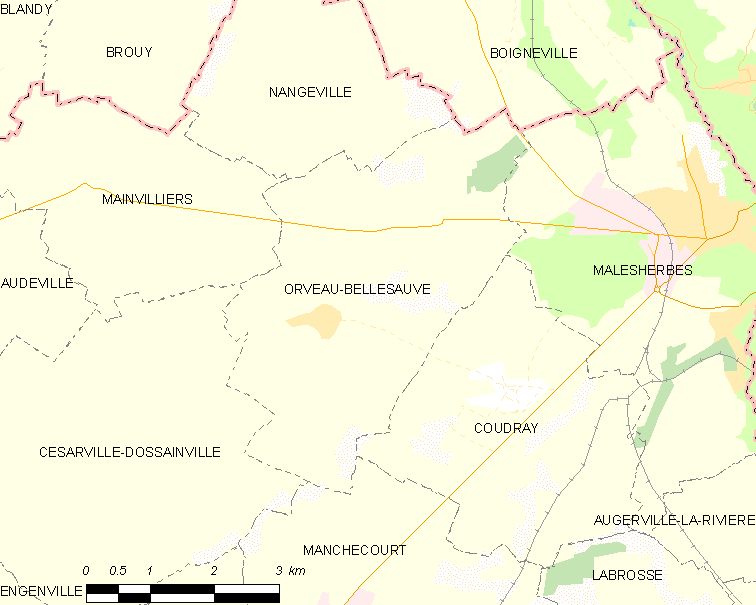
奥尔沃-贝勒索沃的OSM定位图

奥尔沃-贝勒索沃的时区为UTC+01:00、UTC+02:00（夏令时）。

## 行政
奥尔沃-贝勒索沃的邮政编码为45330，INSEE市镇编码为45236。

## 政治
奥尔沃-贝勒索沃所属的省级选区为勒马勒塞布瓦县。

## 人口

1962-2008年间奥尔沃-贝勒索沃人口变化图示

奥尔沃-贝勒索沃于2018年1月1日时的人口数量为420人。